# ادیستون، پنسیلوانیا
ادیستون (به انگلیسی: Eddystone) یک منطقهٔ مسکونی در ایالات متحده آمریکا است که در پنسیلوانیا واقع شده‌است. ادیستون ۳٫۹۴ کیلومتر مربع مساحت و ۲٬۴۱۰ نفر جمعیت دارد و ۶٫۱ متر بالاتر از سطح دریا واقع شده‌است.